# Only Love Can Break Your Heart

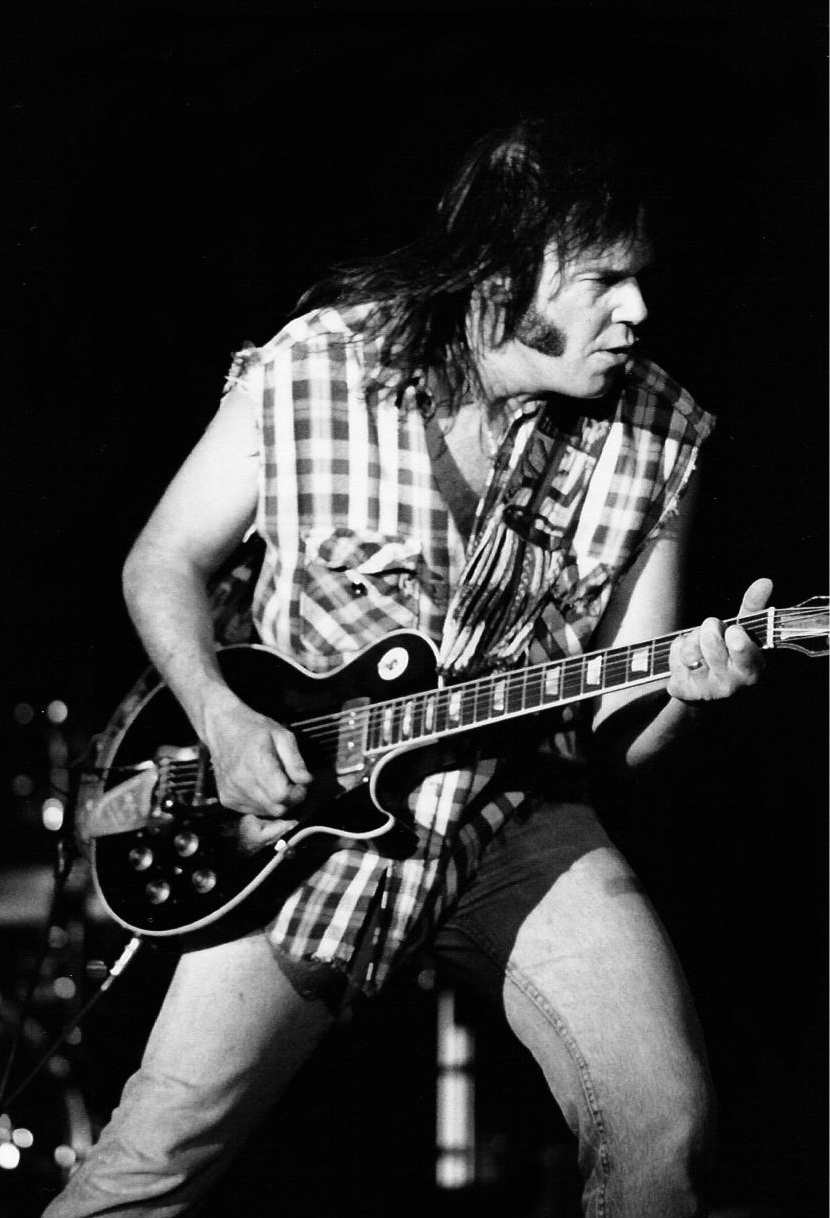
Neil Young

„Only Love Can Break Your Heart“ je píseň kanadského hudebníka Neila Younga. Vydána byla na jeho třetím albu After the Gold Rush v září 1970. Následujícího měsíce píseň vyšla jako samostatný singl (na jeho druhé straně byla píseň „Birds“), který se umístil na 33. příčce americké hitparády. Young údajně píseň napsal pro Grahama Nashe, svého spoluhráče ze skupiny Crosby, Stills, Nash & Young poté, co se rozešel s písničkářkou Joni Mitchell. Anglická kapela Saint Etienne vydala coververzi písně na svém albu Foxbase Alpha (1991). Mezi další hudebníky, kteří vydali vlastní verze písně, patří například Elkie Brooks, Jackie DeShannon a Nils Lofgren.